# Under the Iron Sea
Under the Iron Sea — другий студійний альбом англійської групи Keane, який був випущений 12 червня 2006 року.

## Композиції
1. Atlantic - 4:13
2. Is It Any Wonder? - 3:06
3. Nothing in My Way - 4:00
4. Leaving So Soon? - 3:59
5. A Bad Dream - 5:06
6. Hamburg Song - 4:37
7. Put It Behind You - 3:36
8. The Iron Sea - 2:57
9. Crystal Ball - 3:53
10. Try Again - 4:27
11. Broken Toy - 6:07
12. The Frog Prince - 4:22
13. Let It Slide - 4:12

## Позиція в чартах
| Хіт-парад       | Найвища позиція |
| --------------- | --------------- |
| Австралія       | 16              |
| Австрія         | 4               |
| Бельгія         | 3               |
| Данія           | 5               |
| Фінляндія       | 8               |
| Франція         | 8               |
| Німеччина       | 3               |
| Нідерланди      | 1               |
| Італія          | 10              |
| Нова Зеландія   | 5               |
| Норвегія        | 3               |
| Швеція          | 2               |
| Швейцарія       | 4               |
| Велика Британія | 1               |
| Іспанія         | 3               |
| США             | 4               |

## Учасники запису
- Том Чаплін — вокал, гітара
- Тім Райс-Окслі — клавішні, бек-вокал
- Річард Г'юз — ударні
- Джессі Квін — бас, бек-вокал